# Avahi
Avahi (Jourdan, 1834) è un genere di lemuri di piccola taglia,  endemico del Madagascar e comprendente i cosiddetti maki lanosi o licanoti.

Il nome Avahi è dovuto al suono che questi animali emettono in caso di pericolo, che suona come Ava-hy.

## Descrizione
Con una lunghezza di 30–45 cm (coda esclusa) ed un peso massimo di 1,2 kg, gli avahi sono i più piccoli fra gli indridi.
Devono il loro nome comune al pelo, corto e lanoso, che a seconda della specie può variare dal grigiastro al rossiccio: la coda è solitamente rossastra e le zampe presentano segni biancastri nella parte posteriore.
La testa è arrotondata, con un muso schiacciato e le orecchie arrotondate e seminascoste dal pelo. Caratteristica degli avahi è la presenza di una "mascherina" facciale di pelo più liscio, che ricorda la mascherina delle civette.

## Comportamento
I maki lanosi vivono nella foresta tropicale in gruppi di 2-5 individui, composti da una coppia dominante coi propri cuccioli di parti diversi.

### Alimentazione
Tutte le specie di avahi sono vegetariane e si nutrono in particolare di foglie, germogli ed occasionalmente anche fiori.

### Riproduzione
Si tratta di animali monogami ed assai fedeli: un esemplare comincerà a cercare un nuovo partner solo molti mesi dopo la morte del precedente.

La gestazione dura 4-5 mesi, al termine dei quali (solitamente in settembre) nasce un unico cucciolo che si aggrappa saldamente al dorso materno.

I cuccioli vengono svezzati attorno ai 6 mesi di vita, e dopo un anno circa sono pronti per la vita indipendente, anche se restano solitamente assieme alla madre per un altro anno ancora.

## Tassonomia
Al genere Avahi in origine veniva attribuita un'unica specie, Avahi laniger, con 2 sottospecie:
A. laniger laniger, diffuso sul versante orientale dell'isola, e A. laniger occidentalis, diffuso sul versante nord-occidentale .

Successivamente, in base a studi di citogenetica , 
le due sottospecie furono elevate al rango di specie: A. laniger e A. occidentalis. Nel 2000 si arrivò alla individuazione di una terza specie, A. unicolor, diffusa nella penisola di Ampasindava , e nel 2005 una quarta specie, A. cleesei, fu individuata nella regione degli Tsingy di Bemaraha . Successive revisioni compiute da Zaramody et al. e Andriantompohavana et al. portarono il numero delle specie note a otto. Nel febbraio 2008 infine un'ulteriore nuova specie è stata scoperta nella penisola di Masoala .

Le specie attualmente riconosciute sono pertanto le seguenti nove:
- Avahi betsileo [7] - avahi di Betsileo
- Avahi cleesei [5] - avahi di Bemaraha
- Avahi laniger [3] - maki lanoso
- Avahi meridionalis [6] - licanoto meridionale
- Avahi mooreorum [8] - lemure lanoso di Moore
- Avahi occidentalis [3] - licanoto occidentale
- Avahi peyrierasi [6] - avahi di Peyrieras
- Avahi ramanantsoavana [7] - avahi di Ramanantsoavana
- Avahi unicolor [4] - avahi di Sambirano